# Caraibi olandesi
I Caraibi olandesi (in olandese Nederlandse Caraïben) sono sei isole del Regno dei Paesi Bassi localizzate nei Caraibi. Talvolta, erroneamente, ci si riferisce ad esse come Paesi Bassi caraibici che sono, invece, solo una parte dei Caraibi olandesi (le cosiddette municipalità speciali).

## Geografia

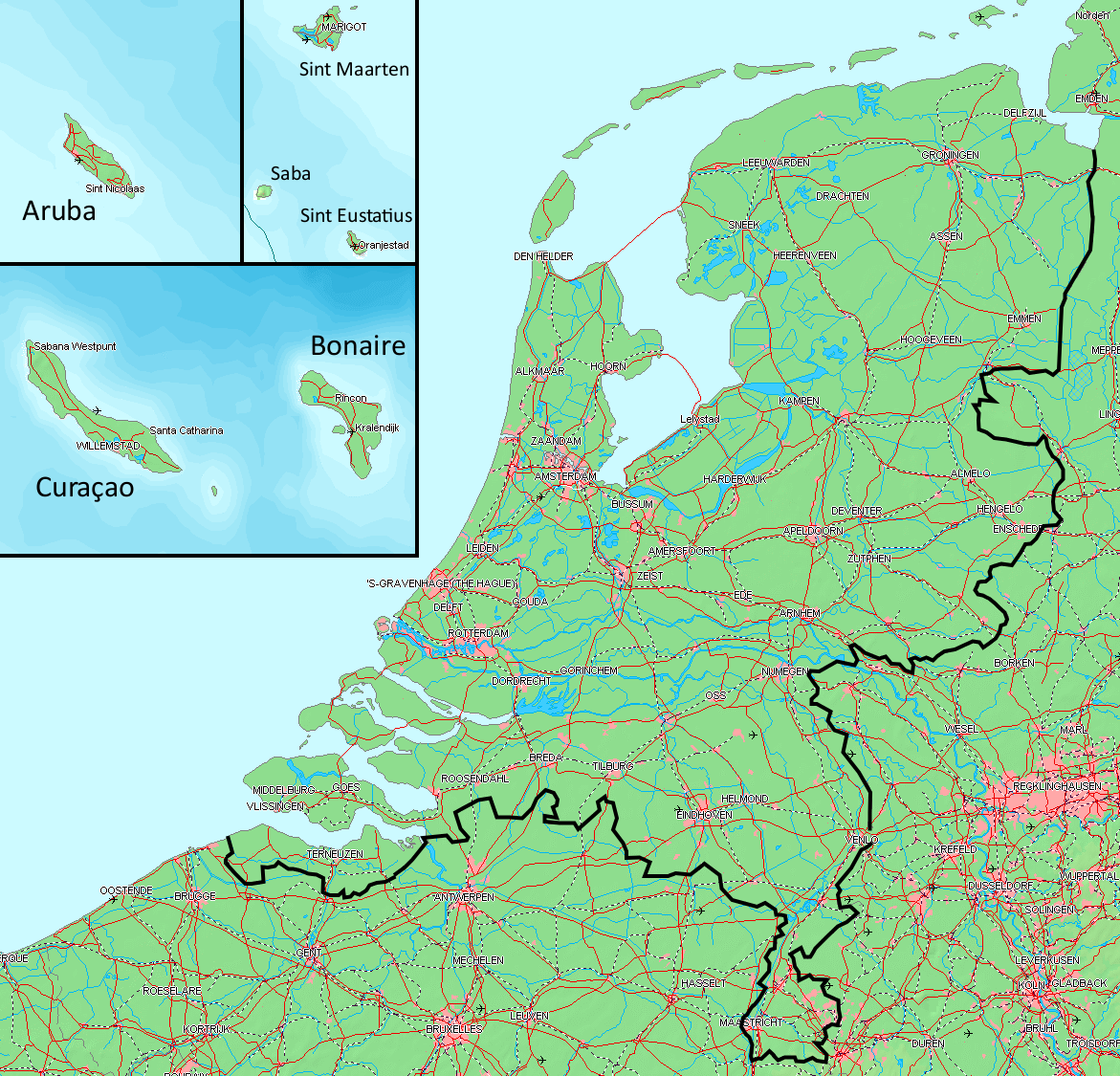
Carta geografica del Regno dei Paesi Bassi.

Tre delle isole (Aruba, Curaçao, e Sint Maarten, che comprende solo la metà meridionale dell'isola di Saint Martin) sono nazioni costitutive del Regno dei Paesi Bassi, mentre le altre tre isole (Bonaire, Sint Eustatius, e Saba) sono municipalità speciali dei Paesi Bassi (i Paesi Bassi sono, a loro volta, la quarta nazione costitutiva del Regno). Sono comprese molte altre piccole isole, tra le quali Klein Curaçao e Klein Bonaire appartenenti al rispettivo Stato o municipalità speciale. Tutte le isole, comprese le tre municipalità speciali, ricadono al di fuori degli accordi di Schengen.

## Storia
Tutte le isole sono state in precedenza parte delle Antille Olandesi. Aruba ha ottenuto l'indipendenza dalle Antille nel 1986, divenendo nazione costitutiva. In seguito alla dissoluzione delle Antille olandesi, avvenuta nel 2010, Curaçao e Sint Maarten hanno ottenuto lo stesso status di Aruba, mentre Bonaire, Sint Eustatius e Saba, attraverso referendum, hanno scelto di essere integrate nei Paesi Bassi come municipalità speciali.

## Isole
Esistono diverse sigle per indicare gruppi di isole nei Caraibi olandesi:
- Isole ABC per Aruba, Bonaire, e Curaçao (facenti parte dell'arcipelago delle Isole Sottovento, suddivisione geografica);
- Isole SSS, per Saba, Sint Maarten e Sint Eustatius (facenti parte dell'arcipelago delle Isole Sopravento Settentrionali, suddivisione geografica);
- Isole BES, dette anche Paesi Bassi Caraibici, per Bonaire, Sint Eustatius e Saba (municipalità speciali dei Paesi Bassi, suddivisione politica).

|                                               | Nome           | Popolazione (1º gennaio 2010) | Area (km²) | Densità di popolazione (ab./km²) |
| --------------------------------------------- | -------------- | ----------------------------- | ---------- | -------------------------------- |
| Nazioni costitutive                           | Aruba          | 107 138                       | 193        | 555                              |
| Nazioni costitutive                           | Curaçao        | 142 180                       | 444        | 320                              |
| Nazioni costitutive                           | Sint Maarten   | 37 429                        | 34         | 1 101                            |
| Municipalità speciali (parte dei Paesi Bassi) | Bonaire        | 13 389                        | 294        | 46                               |
| Municipalità speciali (parte dei Paesi Bassi) | Sint Eustatius | 2 886                         | 21         | 137                              |
| Municipalità speciali (parte dei Paesi Bassi) | Saba           | 1 737                         | 13         | 134                              |
| Totale:                                       | Totale:        | 304 759                       | 999        | 305                              |